# Karl-Rudi Griesbach
Karl-Rudi Griesbach (født 14. juni 1916 i Breckerfeld, død 8 maj 2000 i Dresden, Tyskland) var en tysk komponist, lærer og professor. Griesbach studerede komposition på Musikkonservatoriet i Köln.
Hans komponistvirksomhed blev afbrudt, da han i 1941 blev rekrutteret som soldat. Griesbach blev i slutningen af Anden Verdenskrig (1944) taget som russisk krigsfange, men blev løsladt i (1949). Han slog sig herefter ned i Dresden, hvor han underviste og senere blev professor på Dresden Musikhochscule (1952-1981).
Griesbach har skrevet 3 symfonier, operaer, scenemusik, vokalmusik, kammermusik, klaverstykker etc. Han komponerede i alle genre indenfor klassisk musik, og var i sit tonesprog melodisk og traditionel, men også moderne med inspiration fra komponister såsom Bela Bartok og Arnold Schönberg.

## Udvalgte værker
- Lille Symfoni (nr. 1) (1950) - for orkester
- Symfoni nr. 2 "Afrikansk" (1963) - for orkester
- Symfoni nr. 3 "(67) "Til minde om den store socialistiske oktober revolution" (1967) - for orkester
- "Columbus" (1958) - opera
- "Ostinat" (1976) - for orkester
- "Partita" (1986) - for klaver